# Willie Smith
Willie Smith (ur. 1885, zm. 1982) – angielski bilardzista, osiągający także dobre rezultaty w snookerze.
Był mistrzem świata w bilardzie zawodowym w 1920 i 1923. Dwukrotnie dochodził do finału mistrzostw świata w snookerze, ulegając Joe Davisowi zarówno w 1933, jak i w 1935.